# Wolfenstein: Youngblood
Wolfenstein: Youngblood è uno sparatutto in prima persona di genere fantastorico-horror sviluppato da MachineGames e pubblicato da Bethesda Softworks.

## Trama
Diciannove anni dopo Wolfenstein II: The New Colossus, l'America e gran parte del mondo sono liberati dal controllo nazista e William "B.J." Blazkowicz e sua moglie Anya sono in grado di crescere in tranquillità le loro gemelle, Jessica e Sophia, ed insegnare loro le basi dell'autodifesa. Ad ogni modo, nel 1980, Blazkowicz misteriosamente scompare senza lasciare alcuna traccia di sé. Jessica, Sophia e la loro amica Abby, figlia di Grace Walker, scoprono una stanza segreta nell'attico con una mappa che indica che Blazkowicz si è portato nel territorio dei nazisti sino a raggiungere Neu-Paris per incontrare i membri della resistenza francese. Credendo che le autorità americane non seguiranno Blazkowicz nella Francia nazista, le ragazze rubano un elicottero dell'FBI e un paio di armature potenziate e si portano in Francia a cercare il padre.
In Francia, le due ragazze incontrano Juju, la leader della resistenza, la quale conferma loro di aver incontrato Blazkowicz, ma di non sapere dove si trovi ora esattamente. Le due scoprono che egli sta cercando di raggiungere un'installazione segreta nazista nota come X Lab e decidono pertanto di aiutare la resistenza a boicottare i computers di "Brothers", un trio di torrette di sicurezza che sono la chiave di accesso agli X Lab. Dopo aver osservato attentamente i dati nei computer dei Brothers, Abby realizza che Juju è una spia nazista e che il suo capo è il generale Lothar, il comandante generale delle forze naziste a Neu-Paris, il quale ha l'ambizione di costituire da solo il Quarto Reich senza i suoi superiori di Berlino.
Abby riesce a scoprire per Jessica e Sophia l'accesso agli X Lab. È lei a spiegare alle due ragazze come pure la leadership abbia tentato di uccidere Lothar per aver disubbidito agli ordini, costringendolo a nascondersi. Jessica e Sophia fanno breccia negli X Lab e raggiungono il livello più basso dove trovano Blazkowicz sano e salvo. Egli confessa alle ragazze che, dopo aver ucciso Hitler negli anni '60, ha accidentalmente attivato un conto alla rovescia per l'esplosione di un ordigno che renderà la terra inabitabile al suo scoppio. Blazkowicz ha attraversato tutti gli X Lab per trovare il modo di disattivare il conto alla rovescia e neutralizzare la bomba, ma qui ha appreso l'esistenza di dimensioni alternative multiple ed è entrato in una dove i nazisti hanno perso la seconda guerra mondiale. Utilizza quindi un artefatto Da'at Yichud per migliorare le armature di Jessica e Sophia e le dirige contro Lothar. Nel frattempo, Lothar ha ripreso controllo del suo vecchio quartier generale ed ha ordinato ai suoi alleati a Berlino di organizzare un colpo di stato contro il governo in carica. Jessica e Sophie si confrontano con Juju e con Lothar uccidendoli entrambi.
Anya e Grace arrivano a questo punto della storia. Realizzando che la minaccia di un Quarto Reich è ormai da archiviare, Blazkowicz, Anya e Grace decidono di contattare i loro alleati in tutto il mondo per sconfiggere gli ultimi nazisti. Jessica, Sophia e Abby decidono di rimanere a Parigi per difenderla dall'inevitabile contrattacco.

## Sviluppo
Bethesda aveva annunciato il gioco all'Electronic Entertainment Expo 2018. Il titolo è stato sviluppato dalla MachineGames, come un reboot della serie Wolfenstein, e dall'Arkane Studios di Lione, che in precedenza aveva lavorato alla serie Dishonored. Inizialmente il gioco doveva focalizzarsi sulla storia di una sola delle gemelle ma in fase di sviluppo il team ha espanso la storia includendo entrambe le gemelle come co-protagoniste del gioco ed ha aggiunto un lavoro cooperativo di modo che le missioni possano essere condotte dalle due protagoniste insieme.